# Jef Lowagie
Joseph "Jef" Lowagie (Bredene, 1 de novembre de 1903 - Brussel·les, 18 de desembre de 1985) va ser un ciclista belga que va córrer durant els anys 30 del segle xx. El 1936 va prendre part en els Jocs Olímpics de Berlín, i malgrat que l'equip belga quedà tercer a la prova de ruta per equips, ell es quedà sense premi, ja que sols els tres primers classificats de cada país tenien dret a medalla. Ja havia participat vuit anys abans als Jocs Olímpics d'Amsterdam.

## Palmarès
- 1933
  -  Campió de Bèlgica en ruta amateur